# Ťin-čung
Ťin-čung (čínsky pchin-jinem Jìnzhōng, znaky 晋中) je městská prefektura v Čínské lidové republice, kde patří k provincii Šan-si. Celá prefektura má rozlohu 16 391 čtverečních kilometrů a v roce 2020 v ní žilo téměř 3,4 milionu obyvatel, o deset let dříve přes 3,2 milionu obyvatel.
V rámci prefektury hraničí Ťin-čung na severu s Jang-čchüanem, na severozápadě s Tchaj-jüanem, na západě s Lü-liangem, na jihozápadě s Lin-fenem a na jihu s Čchang-č'em.
Na území prefektury leží Pching-jao, starobylé město patřící mezi čínské památky Světového dědictví UNESCO.

## Administrativní členění
Městská prefektura Ťin-čung se člení na jedenáct celků okresní úrovně, a sice dva městské obvody, jeden městský okres a osm okresů.
| Jü-cch’ Tchaj-ku městský okres · Ťie-siou okres · Jü-še okres · Cuo-čchüan okres · Che-šun okres · Si-jang okres · Šou-jang okres · Čchi okres · Pching-jao okres · Ling-š’ |        |                       |                    |                                  |
| Název | Název  | Počet obyvatel (2020) | Rozloha km² (2020) | Hustota zalidnění (obyv. na km²) |
| český přepis | znaky  | Počet obyvatel (2020) | Rozloha km² (2020) | Hustota zalidnění (obyv. na km²) |
| Městské obvody |        |                       |                    |                                  |
| Jü-cch’ | 榆次区 | 904 518               | 1 319              | 686                              |
| Tchaj-ku | 太谷区 | 322 099               | 1 083              | 310                              |
| Městský okres |        |                       |                    |                                  |
| Ťie-siou | 介休市 | 432 095               | 725                | 596                              |
| Okresy |        |                       |                    |                                  |
| Jü-še | 榆社县 | 111 714               | 1 693              | 66                               |
| Cuo-čchüan | 左权县 | 144 519               | 2 024              | 71                               |
| Che-šun | 和顺县 | 121 617               | 2 204              | 55                               |
| Si-jang | 昔阳县 | 190 861               | 1 939              | 98                               |
| Šou-jang | 寿阳县 | 200 352               | 2 125              | 94                               |
| Čchi | 祁县   | 254 535               | 856                | 298                              |
| Pching-jao | 平遥县 | 450 697               | 1 253              | 360                              |
| Ling-š’ | 灵石县 | 246 491               | 1 215              | 203                              |
| |        |                       |                    |                                  |
| Celkem | Celkem | 3 379 498             | 16 391             | 206                              |

## Partnerská města
- Luang Prabang, Laos

- Provincie Quang Nam, Vietnam
- Provins, Francie
- Szolnok, Maďarsko
- Vals, Rakousko